# クロノ・ハラオウン
クロノ・ハラオウン(Chrono Harlaown)は、テレビアニメ作品『魔法少女リリカルなのは』シリーズに登場する架空の人物である。担当声優は高橋美佳子（第1期・A's本編）、杉田智和（A'sエピローグ・StrikerS）。
本編中での役回りの割りにChrono（時）という少しばかり仰々しい名前になっているのは、原作ゲームのシナリオに起因している。詳しくは、こちらを参照。

## 人物像

### 第1期・『A's』時
次元航行艦「アースラ」艦長、リンディ・ハラオウンの息子で、14歳にしてアースラ所属の時空管理局執務官を務める（一度試験に落ちている）。『A's』時ではAAA+クラスの魔導師。
クールで無口、かつ生真面目と人当たりのきつい性格でジェエルシードを一気に手に入れようとするフェイトを助けようとしなかったり、ヴォルケンリッターに対して強い憎悪を抱くなど正義感が非常に強い故に冷徹さもあるがたとえ理に適っていても自分の信念に反すれば突っぱねる強さ、熱血さを持ち、フェイトやはやて、ヴォルケンリッター達の罪の軽減のために尽力するなど、普段は表に出さないが深い優しさを持つ。またエイミィの寝癖が気になって直してあげるなどお茶目な一面もある。
エイミィとは士官学校での同期で、お互いに姉弟のように心を許し、『A's』時点でほぼ唯一の立場を超えて気兼ねなく話せる腐れ縁のような間柄。
ユーノのことを「フェレットモドキ」と呼んでからかってケンカになることも多いが、根っこでは互いに信頼しあっている。
立場上、なのはやフェイトの陰に隠れがちだが、彼女たちを上回る実力と経験を持った一流の魔導師。遠・近の攻撃から防御、補助に至るまで、効率を重視した魔法を偏りなく使いこなす。1期において魔道師としてのセンス・能力が非常に高いフェイトとなのはの戦いにいともたやすく介入してなおかつこれを鎮圧したという事実からそれがうかがえる。『A's』以降の作品展開では特にバインド系が得意というキャラクター付けがなされている。1期終盤ではなのはが驚くほどの高い操作技術を見せ、『A's』開始直前のフェイトとの模擬戦では、本気のフェイトに対しエイミィいわく「結構本気モード」で「ちょっと苦戦」して勝利を収めた。本編中ではなのはよりも魔力が低いことしか言及されていないが、実はなのはとほぼ同等の魔力を持っている。以上のように魔道師として非常にバランスの取れた高い能力を持ち、なおかつ14歳にして指揮権を与えられるほど指揮官としての実力も優秀。このため、実母リンディを含めた時空管理局の上層部からの信頼は非常に厚い。
上述のように劇中では基本的に裏方に従事しているが、管理局側の登場人物の代表として常に事件そのものと向き合い、事件が節目を迎えるときには捜査進展に繋がる何らかのアクションを起こす。特に最終決戦では毎回前線に赴いて含蓄ある台詞を残し、主要キャラを代表して事件を総括する。
使用デバイスは汎用型のストレージデバイス「S2U」。『A's』のラストからはストレージデバイス「デュランダル」。
『Reflection』では時空管理局東京臨時支局にエイミィとともに配属。局長として陣頭指揮に当たり、有事の際は自ら前線に立つ。
「闇の書事件」より6年後には提督に昇進しており、母の後を継ぎアースラの艦長職を務めている。はやてとはキャリア組、リーダー型同士で話が合う様子であった。成長期が終わって成人しているために声変わりしており、そのシーン以降は担当声優も高橋美佳子から杉田智和に変更されている。
第1期でなのはに対して頬を染めたり後述の事情もあって、本作中でもかなり恋愛要素が気にされやすいキャラクターである。DVD特典の声優インタビューではどのシリーズでも（『StrikerS』ですら）クロノの話題になるとほぼ決まって恋愛が話のネタにされており、とくに『A's』では第1期でのなのはへの意識を忘れたかのようにフェイトやエイミィと親しくしていたことから「渡り鳥」と揶揄されていた。また、月刊アニメディア2007年7月号の別冊付録「パロメディア 2007 SUMMER」に掲載された長谷川光司のパロディ漫画でもこのようなキャラクター側面がネタにされており、『ラジオStrikerS』第11回で杉田智和がゲストに登場した際には都築真紀監修の台本で「女性の扱いに長けたクロノ提督」と紹介されていた。『-THE GEARS OF DESTINY-』では主人公のキリエ・フローリアンを親身に説得したことで、彼女からデートという意味で「3年後に会いたかった」と言われている。

### 『StrikerS』時
本編時点では25歳（トレーディングカードの表記では24歳）。恋愛関連の話題を殆ど扱わない本シリーズにあって、しかも後述のような経緯を持つキャラでありながら、関係性を保留されることはなく漫画版開始時点（『A's』エピローグ時点）でエイミィとの結婚を1年後に控えており、『StrikerS』時には彼女と結婚。今では二児（男女の双子）の父となっている。
『StrikerS』本編においてはクラウディアの艦長職を務める。艦長就任以後、前線に出ることはほとんどなくなったが、一線級の実力はいまだに保持している。本作では魔導師ランクは不明。また、作中では、「S2U」や「デュランダル」を使って戦闘する場面もない。
機動六課の監査役であり、部隊長のはやてにかけられている「能力限定」の解除を許可出来る人物の1人（もう1人は聖王教会のカリム・グラシア）。

## 第1期におけるクロノ
アースラでのパトロール中に大規模な次元震を感知し、リンディの指示の下事件に介入。高町なのはとフェイト・テスタロッサの戦いに割って入る形で彼女達と出会った。そのままなのはとユーノから事情を聞き、事件解決のため彼女らと共に奔走する。最終局面では自らも敵地に赴き、単身敵を引き付ける等の活躍を見せた。なのはに好意を寄せているとも取れる描写があり、エイミィにそのことをしばしばからかわれるが、はっきりした態度はついに示さなかった。

## 『A's』におけるクロノ
事件の発端が彼の父の死に深く関わる「闇の書」であることを知り、悲しみの連鎖を断ち切るために奔走。なのは達「信頼できる仲間」やフェイトという「妹」を得たことで、次第に物腰も和らいでいく。
裏方ながらもユーノと共に調査などで活躍し、その中で仮面の男の暗躍の真相とその正体、そして恩師グレアムが陰で暗躍していたであることを突き止める。その際、理を説いて自分達に手を貸せというリーゼの誘いを真っ向から拒絶した。最終局面では前線に出て、グレアムに託された闇の書封印の切り札・「デュランダル」を使用。勝利に大きく貢献し、母と共に因縁に終止符を打った。一方で事件終了後、リンディの養子となったフェイトとは義理の兄妹となる。フェイトから「お兄ちゃん」と呼ばれた際には大きく動揺する姿を見せていた。
魔道師として生まれ持った素質は（常人からすれば高い部類であるが）なのはやフェイトと違いとびぬけて優れているわけではなく、若輩でありながらの優れた実力は、生真面目な性格と父の死を契機とする厳しい修練（当初はリーゼロッテ・アリアとのスパルタに近いしごき、それ以後はたゆまぬ自助努力）によって勝ち得たものであることが明かされる。また僅かであるが同時に明かされた過去によると、その当時のクロノは笑顔を失っており、士官学校でエイミィと出会ったことがそれを好転させたとのこと。
『-THE BATTLE OF ACES-』では、彼の中にある「闇の書」への憎しみが具現化した闇の欠片が登場し、はやてやヴォルケンリッター達に立ちはだかる。シグナムシナリオでは、本人が登場し、疑り深い性格のためかシグナムが本物であるか確認するため、勝負を挑む。この時の会話から、実力者としてシグナムからも認められていることがうかがえる。その続編の『-THE GEARS OF DESTINY-』では、『-THE BATTLE OF ACES-』でのヴィータシナリオにおいてのやり取りの結果からかヴィータからも慕われるようになっている。
また、本編の後日談にあたる『魔法少女リリカルなのはA's サウンドステージ03』ではエイミィに「立派に育ったら、私の旦那さん候補にしてあげるから」と冗談交じりに言われているが、クロノは「近場で済ますな、足で探せ」ときっぱり返しており、その時点では何の気も無い冗談で終わっている。『A's』エピローグの段階ではまだ「コンビ」という表記のみで、エイミィとは姉弟的な関係が強く、恋愛対象という印象はあまりなかったため、次作こそメインヒロイン絡みの恋愛展開が入ることを望んだファンはこれを額面通り軽く流したが、その後の二人に関しては下記に詳細

## 『StrikerS』におけるクロノ
フェイトの義兄。『A's』エピローグと同時間にあたる『StrikerS』プロローグ第1話においてエイミィと婚約している設定が新たに加わり、後に正式にエイミィの夫となる。現在では母リンディの後を継ぎ、次元航行隊提督として「アースラ」（漫画版当時）、「クラウディア」（本編時）両艦の艦長職を歴任している。また、機動六課設立の後見人でもある。艦長の任に就いている間はバリアジャケット姿であり、管理局の制服を着ることは妻や友人から見ても稀である。甘いものが苦手。実は、二児の父でもある。フェイトから「お兄ちゃん」と呼ばれることには10年経っても慣れていない模様。
古代ベルカ式魔導師側との深い交友関係が確立しているらしく、特にヴェロッサ・アコースとは親友同士。機動六課設立において古くから真相を知る人物の1人であり、はやて、カリムとともになのはとフェイトに六課設立の真相を打ち明けた。
はやての能力限定を解除できる権限は第11話において使用した。その時はランクSまでの3ランク限定解除。保有している解除権はカリム共々1回分であり権利の再取得も行われなかったため、本編中でのクロノによる解除はこの回のみであった。
漫画版でヴェロッサが言うにはクロノは「みんなのいいお兄ちゃん」であり、本編中でも組織的なしがらみから本局が直接六課に介入することはできないが、それでも何とかなのは達3人の助けになってやりたいと願っていた。
第21話では「聖王のゆりかご」の調査結果を六課や次元航行部隊の各艦に送信するなどバックアップを務め、第26話ではクラウディアほか数隻の艦船の集中砲火により「聖王のゆりかご」の破壊を担当した。
『The MOVIE 1st』のキャラクターコメンタリー中では、ティアナがクロノと模擬戦を行いバインドに縛られまくったと告白している。コメンタリーであるため本編とは言い難いものの、一線級の実力を保持している設定が公式に示された描写である。

## 原作との相違点

### 概要
原作では主役である。原作でもリンディの息子であったが、とある理由で彼女と決別し、クロノ・ハーヴェイと名乗っていた。原作でも魔法使いだが、当初は記憶を奪う『イデアシード』を巡り、悲しいものも含めた記憶を守ろうとするなのはの敵として登場した。アニメ版のバリアジャケットがフェイトと同じく黒く攻撃的なのは、その時のデザインをほぼそのまま引き継いだためである。また、記憶を集めている少年とクロノが同一人物だと気づかなかったなのはと任務の外で出会い、彼女と恋に落ちるという設定だった。アニメではなのはよりも年上なのだが、原作ではなのはと同年代であり、技師であった。原作ではなのはと同様、クロノも生まれたときにはすでに父親がいなかった（ただし死別か離婚かは言及されていない）。また、なのは愛用の緑のリボンをS2Uと交換し、成長後は伸ばした髪をそれで結っていた。
『A's』以降では基本的に努力型の印象を与えているが、原作では技師として頭の回転がきわめて速いだけでなく、高度な魔法の使用や御神流の模擬戦を目で追える、とある重大プロジェクトのリーダーとなるなどポテンシャルや才能の高さを伺わせる描写が目立っていた。魔法に関してかなりの素質を秘めたなのはをリンディが評する際にも「あの子（クロノ）と同じくらいの素質」と断じており、おそらくクロノもまた天才であると思われる。しかし魔法のパワーはなのはほど強くはなく、技術型であった。片親、技師、ゲームや計算が得意、電化製品への拘りなど、保有設定のその多くがなのはの良き伴侶となるように作られていた。
アニメでは人当たりの強さや少々の生意気っぽさが強調されていたが、原作での性格設定は気は強いながらもどちらかと言えばフェイトに近く、物静かさと礼儀正しさ、そしてどこかに消えてしまいそうな儚さが強調されており、母親や好意をよせ合うなのはの前では歳相応のやわらかい面や、自分は弱く、悲しいのも相手を悲しくさせるのも嫌いであるという心の弱い面を見せていた。アニメ版よりも愛想はよく、ユーノを思わせる雰囲気も持つ。理屈をこねて本心を素直に見せない面や緊急時の気の強さはアニメ版のクロノと共通である。また、どこかしら恭也に似た雰囲気を纏っており、それがなのはを惹きつけた一因となっていた。「犠牲」に対して一種の諦めのようなものを抱いており、技師である自分を代えのきく存在と評して自分すらも必要な犠牲と見なしていた。逆に言えば、このような儚さを持たず無愛想だが前向きなアニメ版のクロノは原作の恭也に原作以上にキャラクターが近づいているといえる。
アニメでは父親の死、原作ではミッドチルダへの危機の接近を契機にどちらのクロノも頑なな心を持つようになる。しかし悲しみへの対処はすでに性格矯正を終え前向きであるアニメ版とは異なり、最も論理的かつ機械的な「悲しみの記憶を消し去り、初めからなかったことにする」という行為を選択している。それは自分を犠牲とすべき時、恋人であるなのはに対してですら例外ではない。なのはや高町家との触れ合いを通して、クロノの中のその氷は次第に融かされていくこととなる。アニメ版においてはクロノに対するその役割は、原作のクロノと同時期にすでにエイミィ・リミエッタが担っていたともいえる。
原作ファン向けのサービスとして1期ではなのはのような性格の年下の凛々しい娘が好みであるという設定があり、なのはに対して気のある素振りを見せていたが、『A's』が開始されて以後そのような描写は一切なく、事実上その設定は雲散霧消してしまったようだ。同時に『StrikerS』では妻となるエイミィ・リミエッタ側の設定も、第1期の段階では純然たる姉的存在となっていた。

### 特記事項
- 第1期放送中は原作のようになのはと恋愛関係が成立することを望む声が都築真紀のサイトに送られたが、都築はその尽くにはぐらかすようなコメントで返している。またアニメで恋愛描写を使用すること自体に難色を示すようなコメントも返しており、事実、本編情報や公式インタビューも含めメインキャラクターが関わるどの相互関係にも「恋愛」は登場していない。ただし同時に、更新が行われた範囲内では恋愛関係の可能性を否定するようなコメントも返さなかった。
- アニメ版で年齢が5つ上がったことに対しては、原作カップリングの否定というわけではなくただこの方が役割的に立ち回りやすかったからと都築のサイトでコメントされていた。また原作のストーリーや配役を大きく変えたことに対しては、アニメ本編に「原作販売のための内容紹介と宣伝」という役割が無くアニメオンリーで勝負をかけるためには新作として原作を新しい枠内に再構築する必要があり、一度壊して組み直すほうが結果的に綺麗に再構築できたからとも語られていた[18]。
- クロノは『リリカルおもちゃ箱』発売時に物語の美しさから強い支持を得ると同時に、前作で恭也に強く感情移入したファンにいわゆる「寝取られ」や「妹/娘を取られた」ような印象を与えてしまい、強い不支持も抱えた過去を持つ。

## 使用魔法
スティンガースナイプ(Stinger Snipe)
魔力光弾（スティンガー）をコントロール、一発の射撃で複数の対象を殲滅する誘導制御型射撃魔法。
発射後、光弾は術者を中心に螺旋を描きながら複数の目標を貫通しながら攻撃する。
また、ある程度魔力を失った時点で空中にて螺旋を描きつつ魔力を再チャージした後、術者のキーワードで再度加速してさらに攻撃する。
なお、使用時にクロノが発する「スナイプショット」は弾丸加速のキーワードである。
スティンガーレイ(Stinger Ray)
高速な光の弾丸を発射する直射型射撃魔法。
威力自体はそれほど強くはないが、速度とバリアの貫通能力が高いため、対魔導師用としては優秀な魔法。
『第1期』第8話で、フェイトを撃墜したのもこの魔法。
劇場版のキャラクターコメンタリー中では、近くで見ると目で見えないほどの速度であると言われている。
ブレイクインパルス(Break Impulse)
単体目標を粉砕する近接魔法。
杖または素手での接触により、目標の固有振動数を割り出した上で、それに合わせた振動エネルギーを送り込んで粉砕する魔法。
時の庭園で大型の傀儡兵を粉砕している。
ブレイズキャノン(Blaze Cannon)
熱量を伴いながら、対象を破壊する直射型砲撃魔法。
『第1期』第12話で傀儡兵に対してクロノが放ち、その隙をついてなのは達を動力炉に向かわせた。 またプレシアのところに着く直前 に、瓦礫を粉砕したのもこの魔法と考えられる。
大威力の瞬間放出を上手く制御して、長時間放出による隙を作らないような調整をされている。
設定上では第1期直後のディバインバスターと同威力でかつディバインバスターよりも発射速度が速い魔法である。『A's PORTABLE』でも存在するがそのあたりの再現性は低い。
バインド系
拘束用の魔法で、相手の手足や全身をリング状の魔力で縛り上げる。
ディレイドバインド(Delayed Bind)
設置型捕縛魔法。
特定空間に進入した対象を捕縛する。 クロノが、嘱託魔導師試験の戦闘試験でフェイト相手に使った。
描写では、チェーンバインドと同様に魔力の鎖で相手を捕らえていた。
また、不可視の捕縛魔法であるらしく、攻撃に傾倒しすぎるフェイトでも見破ることができなかった。
この時、クロノは他の魔法（ブレイズキャノン）の発射前に予めこちらを詠唱をしておくという戦法を見せている。
『A's PORTABLE』でも使っており、相手からは発生時にしか見えない仕様となっている。また、溜めると相手をゆっくりと追尾する効果もある。『-THE GEARS OF DESTINY-』では追尾効果付きのほうは「ハウンドスフィア」という別名が与えられている。
詠唱は、「蒼窮を駆ける白銀の翼、疾れ風の剣」。
ストラグルバインド(Struggle Bind)
対象の動きを拘束し、なおかつ対象が自己にかけている強化魔法(変身魔法等)を強制解除する捕獲魔法。
展開した魔法陣から伸びる魔力で編まれた縄で対象を捕捉する。
アルフなど、魔力で体を構成した魔力生物に対しては武器にもなる。
魔法による一時強化が施された対象や魔法生物に対して高い効果を持つ反面、副効果にリソースを振っている分、射程・発動速度・拘束力に劣る面がある。
実際に、『A's』第10話において使用したクロノ自身もあまり使い道が無いと評していた。
だが、仮面の戦士を拘束しつつ正体を暴くには、まさにうってつけの魔法だった（強化魔法を施した使い魔（魔法生物）であった為）。
クロノが独学で身につけた魔法であり、彼の魔法の師匠であるリーゼアリアも驚いていた。
『A's PORTABLE』でも使っており、溜めナシだと普通のバインドだが、溜めると相手MPを強制的に全消費させる効果が付加されている。『-THE GEARS OF DESTINY-』ではMP全消費効果がオミットされているが、溜めなしのほうは拘束時間が短いかわりに全キャラ中もっとも隙の少ないバインド技となっている。
スティンガーブレイド・エクスキューションシフト(Stinger Blade Execution Shift)
『A's』第4話でクロノが使用した広域攻撃魔法。
魔力刃「スティンガーブレイド」の一斉射撃による中規模範囲攻撃魔法。 画面で確認できるだけでも、その数は100を越えていた。
魔力刃一つ一つを環状魔法陣が取り巻いており、発動時に一斉に目標に狙いを定めるのが印象的。
だが、ザフィーラのバリアを抜けたのは、映像で確認できるのは3発だけであった。
また、魔力刃の爆散による視界攪乱の効果もあり、武装局員が強装結界強化・維持の為に散開した隙をつかれないようにしていたものと思われる。
エターナルコフィン(Eternal Coffin)
ストレージデバイス「デュランダル」にプリセットされている広域攻撃魔法。
本来はランクSオーバーの高等魔法であるが、デュランダルの氷結特化性能とクロノが長年培った魔力変換・温度変化技能が合わさりほぼ完全な形で使用されている。
デュランダルにあらかじめセットされている広域凍結魔法であり、『A's』第10話で言及された「極大の凍結魔法」がおそらくこれであろうと思われる。 攻撃目標対象を中心に、付近に存在するもの全てを凍結・停止させることを目的とした魔法であり、その威力は「闇の書の闇」を海ごと凍らせた。
温度変化魔法であるため通常のバリア・シールドでは防御はきわめて困難であり、これの対象とされたものは温度変化防御のフィールド系防御で対抗せねばならない。
同時に「攻撃対象特定が困難」「発動が遅い」「消費魔力が大きい」という欠点も抱えているが、対大型対象戦や集団戦においては戦局を変える切り札となり得る。
通常の生命に用いた場合この魔法は対象生物の命を奪うことはなく、破壊や加熱などで外部から凍結が解除されない限りその対象を半永久的に凍てつく眠りへと封じ込める。
『A's』第12話では、主を失い純魔力的存在と化した「闇の書の闇」はもはや完全凍結が不可能であり、凍結後すぐに中核部分を再生されてしまったが、それでもそのあらゆる攻撃に対し無限再生を繰り返す体の大部分を凍結・停止させ、なのは達の砲撃が照射されるまでその活動をほぼ押さえ込むことに成功。 文字通り、戦局を好転させる切り札として使用された。
『A's PORTABLE』でも使うが、攻撃方法や台詞が大きく異なる（アニメでは、下記の詠唱を唱え、冷気らしきものを使って相手を凍らし攻撃するが、ゲームでは、詠唱を唱えず、氷弾を使って攻撃していた）。
詠唱は、「悠久なる凍土　凍てつく棺のうちにて　永遠の眠りを与えよ　凍てつけ!」。